# Jakob Seisenegger
Jakob Seisenegger (1505 – mort à Linz en 1567) était un peintre autrichien au service de Charles Quint. Il s'acquit une réputation internationale par ses portraits en pied, dont la mise en scène devait être reprise par de nombreux artistes comme François Clouet. Son portrait de l’Empereur Charles V avec un molosse (1532) est aujourd'hui conservé au Kunsthistorisches Museum de Vienne.

## Biographie sommaire
La première mention du peintre Seisenegger remonte à 1530, pendant la période de la Diète d'Augsbourg, lors de laquelle Charles Quint fit proscrire la Confession d'Augsbourg, texte fondateur du luthéranisme. C'est à cette date que l’archiduc Ferdinand, commanda à Seinegger le portrait de l'empereur Charles Quint son frère aîné.
Après avoir mené une carrière de peintre itinérant dans plusieurs villes d'Europe centrale, il se sédentarise en 1549 à Vienne.
Il fut nommé peintre de cour puis anobli par le nouveau roi des Romains, Ferdinand Ier, après son élection comme empereur du Saint-Empire romain germanique.
Il se retire en 1561 à Linz où, devenu à peu près aveugle, il meurt en 1567.

## Œuvre
- Portrait de Charles Quint (1500-1558), 1532, huile sur toile, 231 × 149 cm, Kunsthistorisches Museum, Vienne

Charles Quint est héritier de cinq dynasties et se trouve roi d'Aragon et roi de Naples, duc de Bourgogne sous le nom de Charles II, roi d'Espagne sous le nom de Charles Ier (en espagnol Carlos I). Il est passé à la postérité comme l'empereur romain germanique, que l'on énonçait alors « Charles Quint », « quint » signifiant « cinquième ».
Ce portrait a été commandé à Jacob Seisenegger par son frère Ferdinand, devenu à son tour empereur en 1558 après l'abdication de Charles-Quint. Premier exemple du portrait d'apparat en pied, il est à rapprocher de ceux réalisés par de grands maîtres :

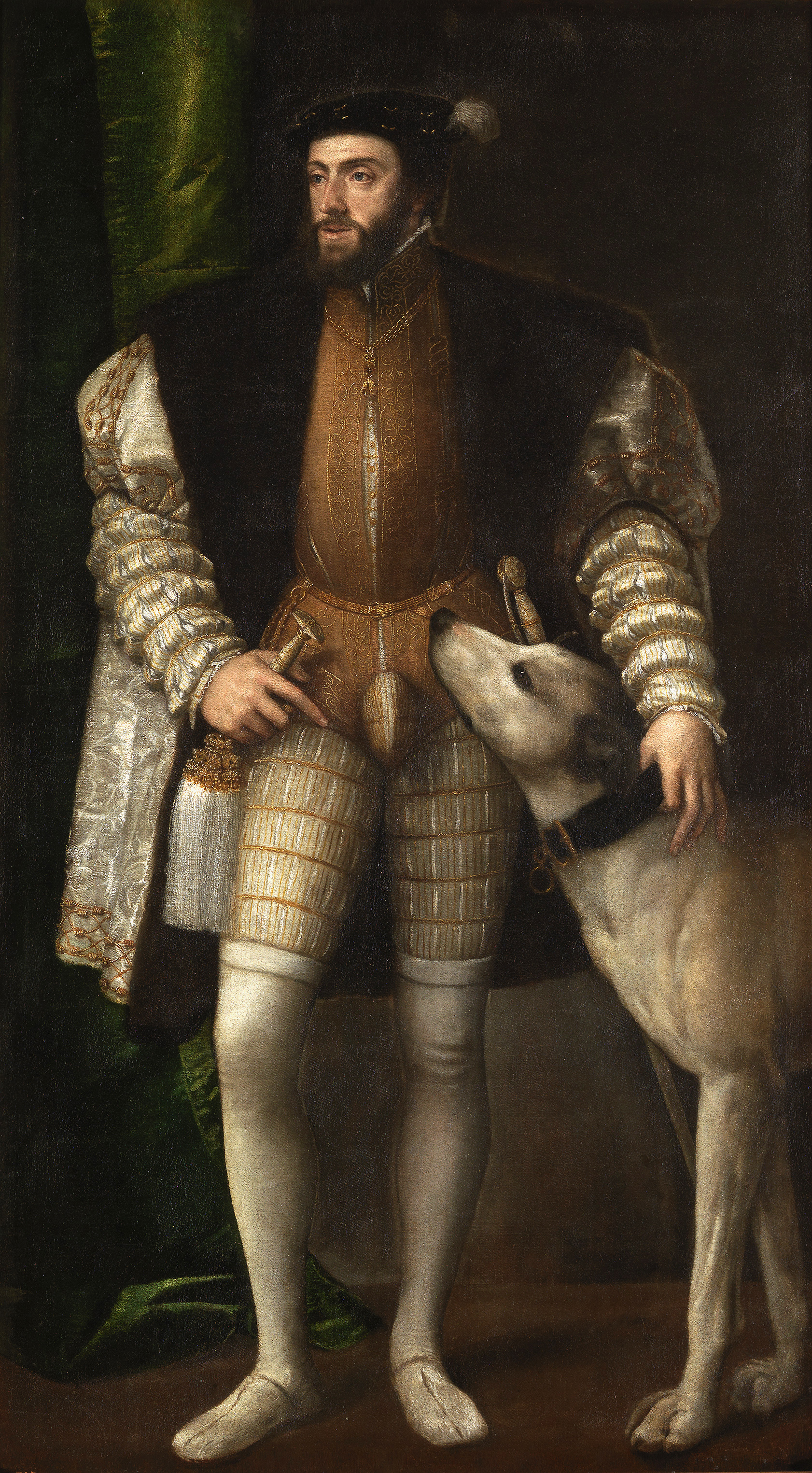
Copie par Le Titien, 1533 Musée du Prado, Madrid
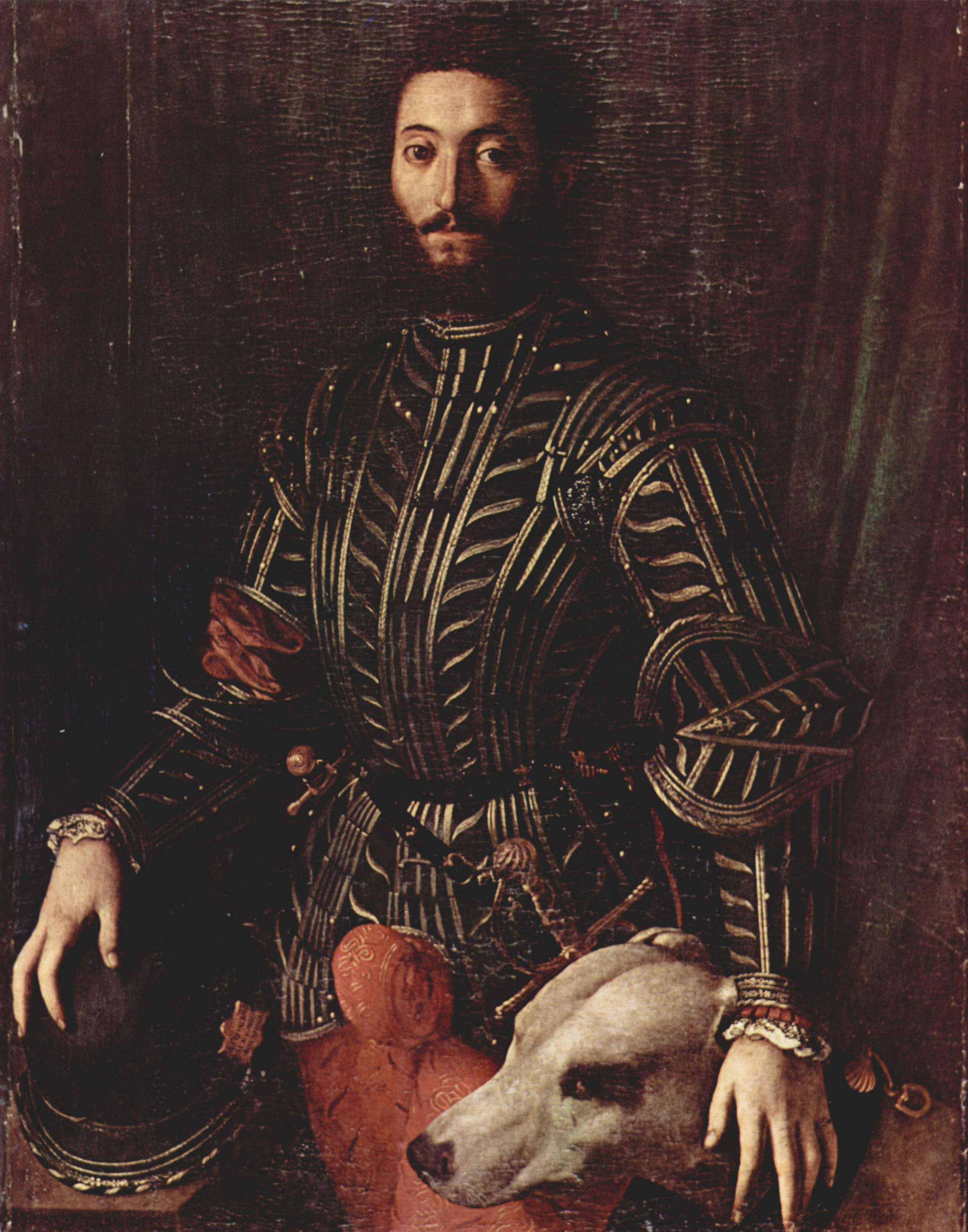
Guidobaldo II della Rovere par Agnolo Bronzino, 1532
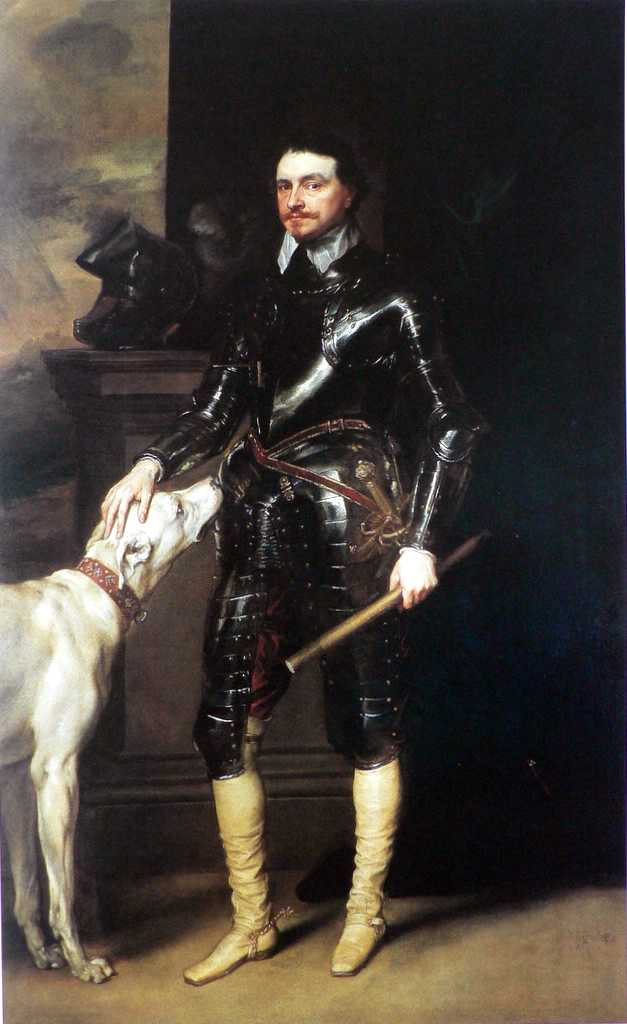
Portrait de Thomas Wentworth par van Dyck, v. 1639

## Source de la traduction
- (en) Cet article est partiellement ou en totalité issu de l’article de Wikipédia en anglais intitulé « Jakob Seisenegger » (voir la liste des auteurs).
- Notices d'autorité :   - VIAF
  - ISNI
  - IdRef
  - LCCN
  - GND
  - Pays-Bas
  - Pologne
  - Israël
  - NUKAT
  - Tchéquie
  - WorldCat
- Ressources relatives aux beaux-arts :   - Art UK
  - Bénézit
  - Grove Art Online
  - RKDartists
  - Union List of Artist Names